# Markus Hauser (Prediger)
Markus Hauser (* 5. Mai 1849 in Trasadingen; † 12. Dezember 1900 in Zürich) war ein Schweizer Prediger und Seelsorger, er gehörte zu den bekannten Persönlichkeiten der Heiligungs- und Evangelisierungsbewegung.

## Leben
Markus Hauser, der Sohn eines Küfers und späteren Dorfweibels und dessen Ehefrau Maria Glinz, verbrachte die frühe Kindheit im Elternhaus. Aufgrund der Ehescheidung kam er im Alter von 10 Jahren in das Kinderheim „Friedeck“ in Buch SH. Nach einer Depressionsphase bis hin zu Selbstmordgedanken erlebte er seine Bekehrung, worüber er selbst schrieb: „Die Nacht war vorüber, die Sünden getilgt, ... der Herr trocknete meine Tränen. Meine Gebete waren erhört. Jesus lebt, Jesus liebt mich, das stand mir nun fest.“ Nach der Schule  arbeitete er eine Zeitlang in einer Gärtnerei in Basel, dann in einer Buchhandlung. In Basel bewarb er sich als Zögling bei der Pilgermissionsanstalt St. Chrischona. Nach der Probezeit wurde er wegen seines schwachen Augenlichtes entlassen, aber aufgrund der Fürsprache von Inspektor Carl Heinrich Rappard durfte er dann doch bleiben.

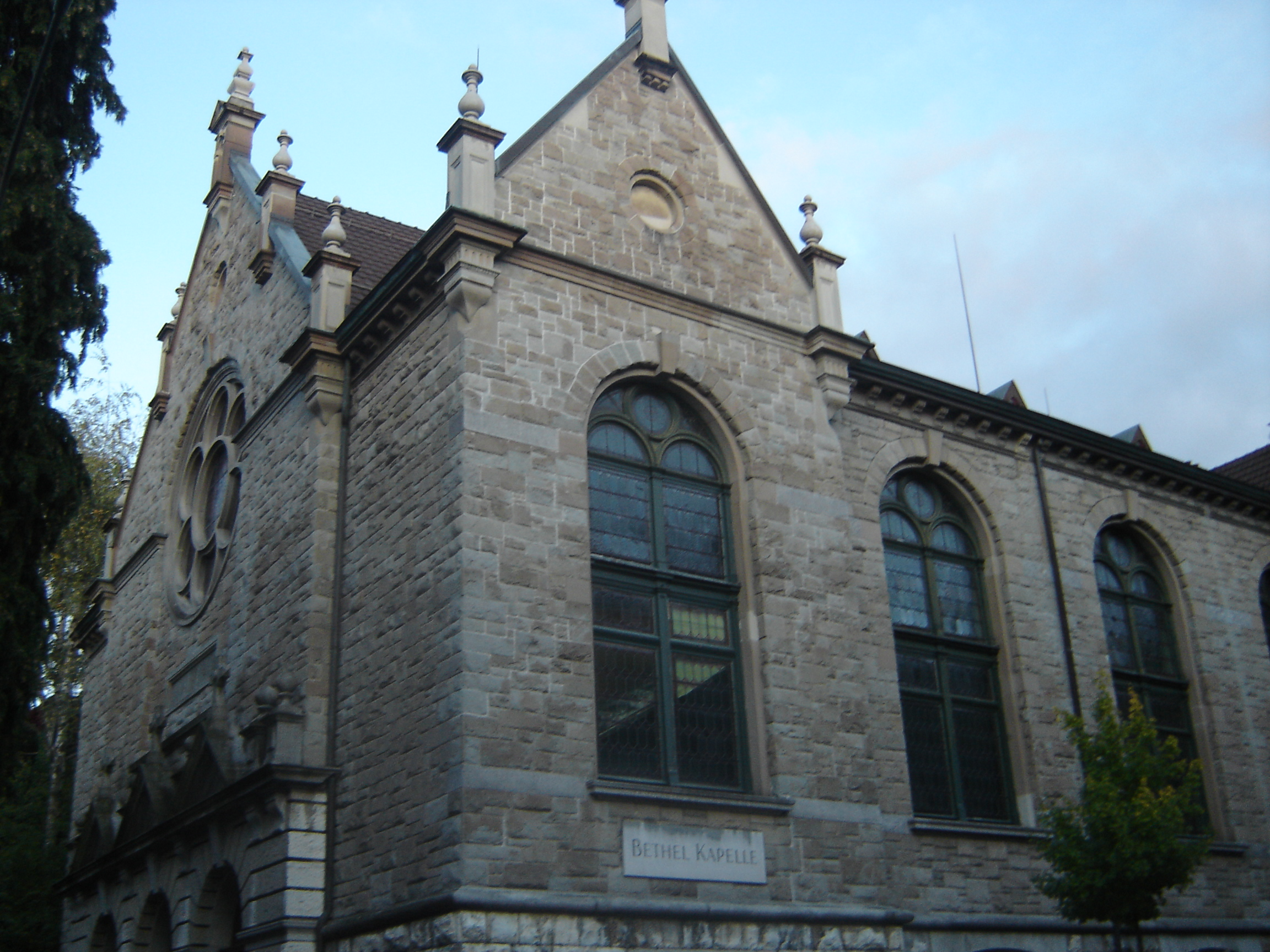
Bethelkapelle der Chrischona Pilgermission in Zürich

Nach vierjähriger Ausbildung zum Prediger und Evangelisten begann er 1872 in Mattwil bei Sulgen (Kanton Thurgau) seinen Verkündigungsdienst. 1878 wurde Hauser nach Reinach (Kanton Aargau) versetzt. Dort wuchs die Chrischona-Gemeinde unter seiner Leitung stark an. 1887 begann Hauser auf Beschluss der Pilgermission einen siebenjährigen Dienst in Frauenfeld.
1894 zog Hauser mit seiner Familie nach Zürich. Dort gründete er gemeinsam mit Samuel Zeller einen eigenen Verein, der im Oktober 1899 die sog. Bethelkapelle mit einem Saal für 1600 Personen einweihte.
Sein Gesundheitszustand verschlechterte sich ab Februar 1900 und zwang den erst 51-jährigen, die Arbeit ganz niederzulegen. Am 12. Dezember 1900 verstarb Hauser.
Hauser wirkte nicht nur durch seine Predigten und Vorträge, sondern auch durch Artikel und Bücher, die bis in die zweite Hälfte des 20. Jahrhunderts nachgedruckt wurden.

## Schriften (Auswahl)
- Gottes Friedenswege diesseits und jenseits des Grabes. Brunnen 1952.
- Kraft aus der Höhe. Brunnen 1942.
- Komme bald, Herr Jesu. Verl. Buchh. Bethel 1948.
- Siegeswaffen im Glaubenskampf. Brunnen 1942.
- Das Schuldbewusstsein. Brunnen 1942.
- Hrsg. Albert Jung-Hauser: Hoffnungsblicke. Spener-Verlag, Marburg 1937. (17. Auflage 1994, Christliches Verlagshaus Stuttgart)